# Silent So Long
Silent So Long (englisch für „So lange still“) ist das zweite Studioalbum des internationalen Bandprojekts Emigrate um den Rammstein-Leadgitarristen Richard Kruspe. Es erschien am 14. November 2014 über die Labels Vertigo und Universal Music.

## Allgemeines
In einem Interview mit She Wolf machte Kruspe, als Kopf des Projektes, deutlich, dass er das Album nicht als Soloalbum oder Bühne für experimentelle Gitarrensoli sieht: 

„Emigrate ist ja auch eine Band. Ich wollte ja auch kein so typisches Gitarristen-Solo-Album machen. Mich als Gitarrist zu profilieren, war ja auch überhaupt nicht mein Anspruch. Ich bin ja auch nicht wirklich so ein Super-Gitarrist wie Joe Satriani und was weiss ich, wie die alle heissen. […]. Es interessiert mich auch nicht, irgendwie schnell und virtuos zu spielen, ich konzentriere mich auch eher mehr auf all die anderen Instrumente, die im Arrangement vorkommen sollen. Für mich ist es wichtig, was der jeweilige Song braucht. Und wenn er ein gutes Riff braucht, dann mach ich das. Aber ich gehe nicht unbedingt von der Gitarre aus und ich muss auch nicht in jedem Song ein Gitarrensolo haben. […] Aber, – ich bin jemand, der soundmässig einen hohen Anspruch an die Gitarre hat und ich hab diesmal für das neue Album sicher jeden Song fünfmal draufgespielt, um diesen Sound hinzubekommen. Also mein Anspruch geht eher in Richtung Sound der Gitarre und nicht in Richtung Virtuosität, denn die hab ich einfach nicht.“

Im gleichen Interview gab er einen Ausblick auf ein bereits teilweise fertig gestelltes, nächstes Album.
In vielen Interviews, so mit der Kronen Zeitung bemerkte Kruspe, dass das Album stark von seiner Berliner Umgebung geprägt sei, anders als Emigrate, das in New York entstand.
Zu der ausgekoppelten Single Eat You Alive wurde ein, in Berlin unter der Regie Zoran Bihaćs gedrehtes, Video veröffentlicht. In dem Video sieht man Arnaud Giroux an der Rhythmusgitarre und Margaux Bossieaux am Bass. Als Schlagzeuger ist Joe Letz in dem Video zu sehen, der auch im Video zu My World spielte, jedoch auf keinem Lied der Band zu hören ist.
Das Grafikdesign stammt von Giroux. Die Fotos für das Album stammen von Klaus Merz.

## Covergestaltung
Das Albumcover zeigt das Logo der Band, das aus dunkelgrauem Holz besteht. Darüber befindet sich der Schriftzug Emigrate und darunter der Titel Silent So Long in Schwarz. Der Hintergrund ist hellgrau gehalten und steinartig.

## Titelliste
1. Eat You Alive (mit Frank Dellé) – 3:33
2. Get Down (mit Peaches) – 4:32
3. Rock City (mit Lemmy Kilmister) – 3:28
4. Hypothetical (mit Marilyn Manson) – 3:50
5. Rainbow – 3:34
6. Born On My Own – 4:40
7. Giving Up – 3:58
8. My Pleasure – 3:36
9. Happy Times – 3:36
10. Faust – 3:42
11. Silent So Long (mit Jonathan Davis) – 5:17

Die gesamte Musik wurde von Richard Kruspe geschrieben, die Texte schrieb er gemeinsam mit Terry Matlin, Thomas Borman und Margaux Bossieaux.

## Zitate zu den Songs

### Eat You Alive
Zum Entstehungsprozess bemerkte Richard Kruspe: „Well, 'Eat You Alive' was actually by a song called Mein Teil, luck-wise a guy that ate the penis from each other for the other guy. We're trying to write a song about the guy about to get eaten. So there were the first inspiration about this song, it changes and became totally something else. When you write, you got one idea, it changes, the direction of the song, music wise, I don't even know honestly.“

### Get Down
Zu Get Down bemerkte Kruspe: „Ich wollte mit ‚Get Down‘ einen Song für Strip Clubs schreiben. Ich brauche immer ein Bild im Kopf, wenn ich einen Song schreibe. Und bei diesem waren es die Striptease-Tänzerinnen an der Stange. Arnaux schlug einen weiblichen Gast vor und erwähnte Peaches. Es stellte sich heraus, dass sie in Berlin war. Ihre erste Reaktion: ‚Mir ist egal, was du machst. Ich will dich einfach mal treffen.‘ Also trafen wir uns und verbrachten eine Stunde damit, über Rohkost, gesunde Ernährung, Smoothies und solche Sachen zu reden. Und nach einer Weile sagte ich: ‚Ok, lass uns einen Song machen.‘“

### Rock City
Arnaud Giroux bemerkte zu Lemmy Kilmisters Gastbeitrag: „Ich vergleiche seine Stimme mit japanischer Kalligrafie […] Sie hat etwas sehr Essenzielles. Es gab bei ihm keine Fehler. Das Ergebnis war der reinste, perfekte unperfekte Song. Er macht den Song zu seinem eigenen, indem er einfach er selbst ist.“
In einem weiteren Interview sagte er: „Lemmy has so much respect from us, for doing this, being sick, and he did it anyway, that was for me, it was an amazing gesture.“

### Silent So Long
Kruspe kommentierte auch die chaotische Entstehungsphase des Titelstücks: „Jonathan Davis beispielsweise, der hat nicht mal ein Telefon zuhause. […]
Ich wollte ihn aber unbedingt auf dem Album haben. Also habe ich versucht, über einen befreundeten Tourmanager an Jonathan ranzukommen. Das hat zum Glück auch geklappt. Er ließ dann ausrichten, dass Jonathan begeistert sei und sich melden würde. Dann kam aber erstmal lange Zeit nichts mehr. […]
Ich hab den Song dann selber eingesungen und war eigentlich durch mit der Sache. Dann saß ich Wochen später im Studio beim Mixen, als sich plötzlich Jonathan meldet und meint, er könne jetzt loslegen. Also, alles wieder auf Anfang, der Song ging über den großen Teich und ich wartete. Als dann das Ergebnis zurückkam, war ich total happy. Es gab aber im Refrain eine hohe Note, die Jonathan nicht so richtig hinbekam. Was also tun? Er meinte, er könne nicht so hoch singen. Da hab ich mir den Hörer geschnappt und ihm Folgendes ins Ohr geflüstert: Pass auf, Jonathan. This is the German Way! Du nimmst jetzt deine beiden Hände, packst dir deine Eier und drückst so doll zu, bis du diesen verdammten Ton hinbekommst. Eine halbe Stunde später war der Song im Kasten (lacht).“

## Kritiken
| Professionelle Bewertungen | Professionelle Bewertungen |
| -------------------------- | -------------------------- |
| Kritiken                   |                            |
| Quelle                     | Bewertung                  |
| laut.de                    | [ 8 ]                      |

Allgemein positiv aufgenommen wurden Kruspes Gesangsfähigkeiten, die sich seit dem letzten Album deutlich verbessert hätten, in Bezug auf die Einbeziehung der Gastsänger gingen die Meinungen jedoch deutlich auseinander.
- Auf laut.de schrieb Kai Butterweck: „Kruspes zweiter Emigrate-Streich überzeugt vor allem aufgrund der tadellosen Leistungen seiner Gäste. Zwar animieren auch die von Kruspe eingesungenen Tracks zum anerkennenden Nicken – insbesondere die alles niederwalzende Hymne ‚Faust‘ – doch stehen die eigentlichen Eckpfeiler des Albums eher in fremden Vorgärten. Dort sitzt Richard Kruspe jedoch pingelig werkelnd auf den jeweiligen Rasenmähern. Insofern: Applaus für alle Beteiligten.“[9]
- Thomas Pilgrim schrieb für plattentests.de: „Emigrate wandern ungeachtet ihres Namens jedoch mitnichten zwischen den Welten, sondern meist nur vom einen zum andern – allerdings ohne grenzüberschreitende stilistische Vielfalt. Zwar ist „Silent so long“ ein grundsolides, robust auf die Pauke hauendes Stück Alternative Metal, das mit flinken Fingern wiederholt in die Steckdose fasst – aber auch nicht viel mehr.“[10]
- Dominik Winter schrieb für den Metal Hammer: „Und wer schon immer wissen wollte, wie elektronisch betriebene Motörhead respektive melodische Ministry klingen könnten, erhält in ‘Rock City’ von Lemmy höchstpersönlich die Antwort. Keine Frage: So lange dürfen Emigrate nicht noch einmal schweigen!“[11]

## Chartplatzierungen und Singles
Silent So Long stieg am 28. November 2014 auf Platz 28 in die deutschen Albumcharts ein und verließ die Top 100 in der folgenden Woche wieder. Neben Österreich und der Schweiz erreichte das Album auch in Frankreich und Belgien die Charts.
Als Singles wurden die Lieder Get Down und Eat You Alive veröffentlicht, die sich beide nicht in den Charts platzieren konnten.